# Terrell (Caroline du Nord)
Terrell est une localité des États-Unis  située en Caroline du Nord, dans le comté de Catawba. Lors du recensement de 2010 elle a été incluse dans la Census-designated place du lac Norman de Catawba.

## Géographie
Terrell  a pour indicatif téléphonique régional le  828, son code postal est le 28682 et le code de lieu FIPS est le 67180. Elle se trouve à une altitude de 289 m.
Le centre communautaire est situé à l'intersection de la North Carolina Highway 150 et de Sherrills Ford Road. L'élargissement de la section de la NC 150 qui traverse Terrell a été repoussé à plusieurs reprises ; sa réalisation était prévue pour la fin 2020. Les communautés voisines comprennent Sherrills Ford au nord, Mooresville à l'est et Denver au sud-ouest. Terrell est une localité du lac Norman dont les nombreuses activités et entreprises sont centrées autour du lac (Top of the Lake).

## Histoire
Le centre historique de Terrell est inscrit au registre national des lieux historiques. Le Terrell Country Store était un des bâtiments les plus remarquables de ce quartier. Construit en 1891, ce fut un haut lieu du commerce de la région. Le magasin a été rasé en 2020.
La ville tient son nom du prédicateur Pinckney Lawson Terrell (1853-1926) qui était lié à l'église méthodiste voisine de Rehobeth. L'histoire de la famille Terrell raconte qu'un bureau de poste a été créé en 1893 dans le magasin TF Connor, et que la communauté lui a donné le nom de Pinckney Lawson Terrell  pour le remercier d'avoir payé toutes les dettes (on suppose qu'il s'agissait des dettes des clients du magasin). Même si le bâtiment a disparu, les souvenir de Pinckney Terrell reste présent dans la cité.
En 2013 des travaux assainissement ont permis d'installer les égouts dans le centre de la ville. Une nouvelle bibliothèque a ouvert ses portes en 2014.
En février 2018, Publix Supermarkets a ouvert un nouveau magasin à Terrell, il est situé à l'intersection de l'autoroute NC 150 et du chemin Slanting Bridge.

## Démographie
Il y a environ 860 habitants dans la localité pour 332 foyers . La composition raciale de la communauté est de 97,4 % de blancs, 1,40 % d'afro-américains et  1,16 % d'autres types. Les Hispaniques  représentent 0,35% de la population.
Le revenu moyen par ménage s'élève à 57 212 $.
De nombreux résidents travaillent à Charlotte. Pour s'y rendre, ils doivent contourner le lac Norman soit par l'est, via la I-77, soit par l'ouest via la NC-16.

## Enseignement

### Écoles du comté de Catawba
- École primaire Sherrills Ford
- Collège de Mill Creek dans le comté de Catawba
- Lycée Bandys dans le comté de Catawba
- Lycée Hickory-Baccalauréat international(IB)

### Écoles privées
- University Christian High School située à Hickory.
- École Woodlawn située dans le comté d'Iredell.
- Ecole Davidson Day , située à Davidson.

### Écoles privées sous contrat
- École Langtree Charter située à Mooresville.
- École Lincoln Charter située à Denver.
- École Pine Lake Preparatory  (sous contrat) située à Mooresville.

## Personnalités liées à la cité
- Matt Kenseth, pilote NASCAR et champion de la Winston Cup Series 2003 (résidait à Terrell)
- Jason Line, pilote NHRA Pro Stock
- Rob Drayton, pilote NASCAR